# Meg Urry
Meg Urry   (1955), és una astrofísica estatunidenca, que ha exercit com a presidenta de la Societat Astronòmica Americana (American Astronomical Society, AAS), com a presidenta del Departament de Física de la Universitat Yale i com a part de la facultat del Telescopi Espacial Hubble. Actualment és la professora Israel Munson de Física i Astronomia a la Universitat Yale i directora del Yale Center for Astronomy and Astrophysics.
Urry destaca no només per les seves contribucions a l'astronomia i l'astrofísica, inclòs el treball sobre forats negres i estudis de longituds d'ona múltiple, sinó també pel seu treball sobre el sexisme i la igualtat de gènere a l'astronomia, la ciència i l'acadèmia en general.

## Joventut i educació
Després de créixer a Indiana i Massachusetts, Urry va assistir a la Universitat Tufts, amb doble especialitat en matemàtiques i física, i es va graduar el 1977. Es va interessar per l'astronomia durant l'estiu del seu primer any quan va fer pràctiques a l'Observatori Nacional de Radioastronomia (NRAO).
Urry va obtenir un màster en ciències (1979) i un doctorat (1984) en física a la Universitat Johns Hopkins, on el seu assessor era Art Davidsen. Per a la seva tesi, va estudiar blazars al Goddard Space Flight Center amb Richard Mushotzky.

## Carrera professional
Després d'acabar el seu doctorat, Urry va realitzar un postdoctorat al Centre d'Investigacions Espacials del MIT, treballant amb Claude Canizares. Aquest va ser seguit per un altre postdoctorat a l'Institut de Ciència del Telescopi Espacial (Space Telescope Science Institute, STSCI), després del qual, el 1990, l'Institut la va contractar com a astrònoma a temps complet.
Urry es va incorporar a la facultat de la Universitat Yale el 2001, en aquell moment com l'única dona del departament. Va exercir com a presidenta del Departament de Física de Yale del 2007 al 2013. Del 2013 al 2017 va ocupar la línia presidencial de la Societat Astronòmica Americana, de 2013-2014 com a presidenta electa, 2014-2016 com a presidenta i 2016-2017 com a expresidenta. El 2020 va ser nomenada una de la classe inaugural de fellows de la Societat Astronòmica Americana (AAS).
Urry ha estat activa en l'abordatge de la desigualtat de gènere en l'astronomia i en la ciència en general, donant més de 60 xerrades sobre el tema, fins i tot a les Conferències anuals per a dones de grau en física (Undergraduate Women in Physics, CUWiP). Amb Laura Danly, Urry va coorganitzar la primera reunió de Women in Astronomy el 1992. Aquesta reunió va produir la «Carta de Baltimore», que va ser redactada per Sheila Tobias i finalment avalada pel Consell de la Societat Astronòmica Americana. La reducció de la prevalença de l'assetjament sexual a l'astronomia també va ser una àrea d'atenció per a Urry durant el temps que va ser presidenta de la Societat Astronòmica Americana.
Urry ha publicat més de 330 articles en revistes amb assessorament. Ella estudia els forats negres supermassius, coneguts com a nuclis galàctics actius (AGN), i la relació de les galàxies normals amb els AGN. Ella i el seu grup de recerca van participar en l'enquesta Sloan Digital Sky per investigar el creixement dels forats negres supermassius.

## Premis i honors
- 1976, 1977, Premi N. Hobbs Knight per a física de la Universitat de Tufts.
- 1976, Phi Beta Kappa.
- 1990, Premi Annie J. Cannon en Astronomia.
- 1999, Fellow de l'American Physical Society.
- 2006, Fellow de l'American Women in Science.
- 2007, Acadèmia de Ciència i Enginyeria de Connecticut.[14]
- 2008, Acadèmia de les Arts i Ciències Americana.
- 2010, Premi Dones en la Ciència de l'Espai.[15]
- 2012, Premi George Van Biesbroeck.
- 2016, Acadèmia Nacional de les Ciències[16][17]
- 2020, Fellow de la Societat Americana d'Astronomia[9]